# Nahbalam
Nahbalam es una localidad del municipio de Temozón, estado de Yucatán, en México. 

## Toponimia
El nombre (Nahbalam) proviene del idioma maya, significando nah, casa y balam, guardián, protector, sacerdote del pueblo: la casa del guardián. Aunque balam también significa jaguar en maya, en este caso el nombre alude a la casa del protector, del halach uinik.

## Datos históricos
- En 1995 cambia su nombre de Nabalam a Nahbalam.

## Demografía
Según el censo de 2010 realizado por el INEGI, la población de la localidad era de 2196 habitantes.